# Irish Open 2017
Die Irish Open 2017 im Badminton fanden vom 5. bis zum 8. Dezember 2017 in Dublin statt.

## Sieger und Platzierte
| Disziplin    | Gold                      | Silber                        | Bronze                             |
| ------------ | ------------------------- | ----------------------------- | ---------------------------------- |
| Herreneinzel | Alexander Roovers         | Nhat Nguyen                   | Adrian Dziółko                     |
| Herreneinzel | Alexander Roovers         | Nhat Nguyen                   | Luís Enrique Peñalver              |
| Dameneinzel  | Anna Thea Madsen          | Soraya de Visch Eijbergen     | Irina Amalie Andersen              |
| Dameneinzel  | Anna Thea Madsen          | Soraya de Visch Eijbergen     | Gayle Mahulette                    |
| Herrendoppel | Alexander Dunn Adam Hall  | Joshua Magee Sam Magee        | Miłosz Bochat Adam Cwalina         |
| Herrendoppel | Alexander Dunn Adam Hall  | Joshua Magee Sam Magee        | Matijs Dierickx Freek Golinski     |
| Damendoppel  | Émilie Lefel Anne Tran    | Jenny Moore Victoria Williams | Evie Burbidge Elizabeth McMorrow   |
| Damendoppel  | Émilie Lefel Anne Tran    | Jenny Moore Victoria Williams | Julie MacPherson Eleanor O’Donnell |
| Mixed        | Gregory Mairs Jenny Moore | Sam Magee Chloe Magee         | Adam Hall Ciara Torrance           |
| Mixed        | Gregory Mairs Jenny Moore | Sam Magee Chloe Magee         | Alex Vlaar Iris Tabeling           |